# LM-68
LM-68 (russisch ЛМ-68) ist der Name eines von dem Wagonoremontny Sawod in Leningrad (WARS, heute Peterburgski Tramwajno-Mechanitscheski Sawod, Sankt Petersburg, Russland) gebauten Straßenbahnfahrzeugs. Die Abkürzung LM bedeutet Leningradski Motorny (russisch Ленинградский Моторный, deutsch Leningrader Triebwagen), die Zahl 68 entspricht dem Entwicklungsjahr 1968. Alle Wagen dieses Typs waren Einrichtungsfahrzeuge.

## Konstruktion
Aus technischer Sicht war der LM-68 eine sowjetische Version der amerikanischen PCC-ähnlichen Straßenbahnfahrzeuge. Er hat zwei identische rahmenlose Drehgestelle mit nur einer einzigen Federungsstufe wie die ursprünglichen PCC-Wagen, aber im Unterschied zu ihnen wurde er mit einer selbstentwickelten Indirektsteuerung anstatt eines Beschleunigers ausgestattet. Der LM-68 konnte als Solotriebwagen oder in Traktion verkehren, darum gab es von diesem keine Beiwagen-Variante. Auch die Fahrzeuge der „Achtundsechziger“-Serie (LM-68 und LM-68M) verkehrten jedoch mit Anhängern, hierzu wurden älteren LP-49-Beiwagen verwendet. 

## Einsatz

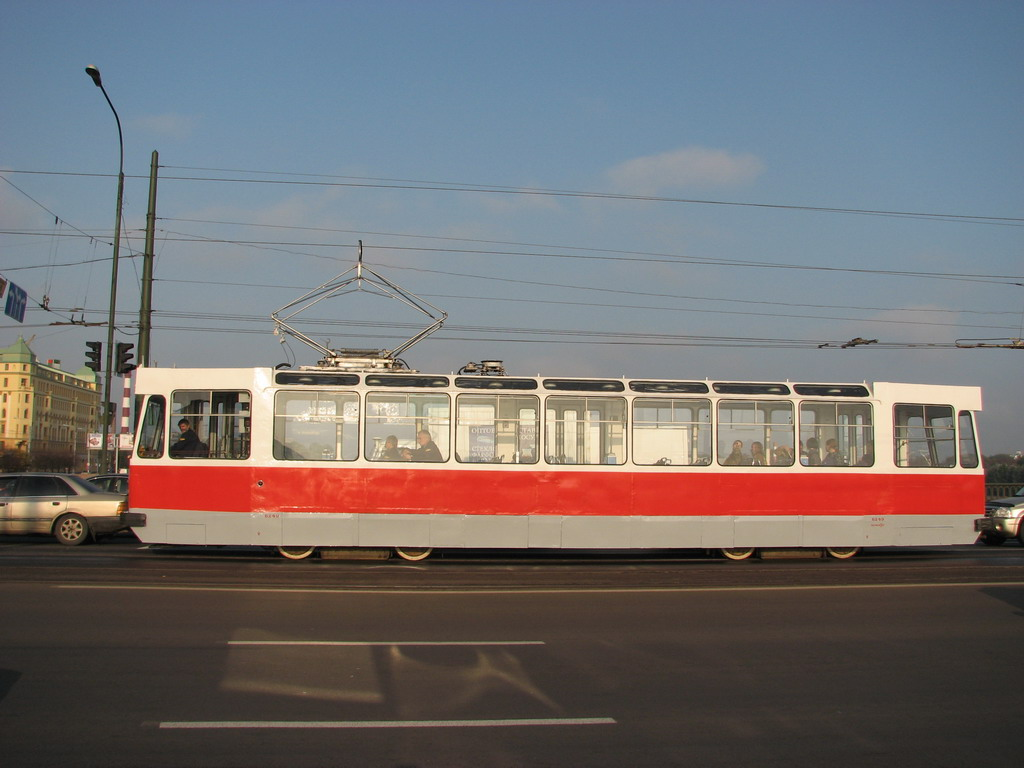
Seitenansicht des LM-68 in Sankt Petersburg

Das WARS stellte den LM-68-Prototyp im Jahr 1968 her, nach der Erfahrungen mit einem einzelnen LM-67-Versuchswagen und mit der kleinen Serie der LWS-66-Gelenkwagen. Die kantige Erscheinung des LM-68 wurde vom LWS-66 entlehnt. Aber sein tragender Wagenkasten mit großen Seitenfenstern war nicht stabil genug und schon im Jahr 1973 wurde der neue verstärkte Entwurf ohne Dachfenster entwickelt. Dieser wurde als LM-68M bezeichnet und ersetzte ab 1975 vollständig den LM-68 in der Serienproduktion. Insgesamt baute das WARS 663 LM-68 von 1968 bis 1975. Die LM-68-Straßenbahnfahrzeuge fuhren in Leningrad, Taschkent, Gorki, Archangelsk, Tscherepowez, Saratow, Magnitogorsk, Nischni Tagil und Temirtau von 1968 bis 1993. Infolge seiner großen Seiten- und Dachfenster hatte der LM-68 den Spitznamen „Aquarium“.
Ende der 1970er- und Anfang der 1980er-Jahre nahm die Führung der sowjetischen Verkehrsbetriebe die Fahrzeuge als zu unzuverlässig außer Betrieb. Die ausrangierten Wagen wurden fast alle verschrottet; nur ein LM-68 ist bis heute als Museumsexponat erhalten geblieben. Der fahrtüchtige LM-68 ist im Sankt Petersburger Straßenbahnmuseum ausgestellt.